# Heterochelus timidus
Heterochelus timidus är en skalbaggsart som beskrevs av Hermann Burmeister 1844. Heterochelus timidus ingår i släktet Heterochelus och familjen Melolonthidae. Inga underarter finns listade i Catalogue of Life.